# Mengshan
Mengshan léase Men-Shán (en chino, 蒙山县; pinyin, Méngshān xiàn; en zhuang, Mungzsan yen) es un condado bajo la administración directa de la ciudad-prefectura de Wuzhou en la región autónoma Zhuang de Guangxi. Se ubica al suorestede la República Popular China. Su área es de 1281 km² y su población total para 2020 fue superior a los 150 mil habitantes. Existen 12 grupos étnicos, entre ellos los que representan el 80%.
El código postal es el 546700 y el de área es el 0774.

## Administración
El condado de Mengshan se divide en 6 poblados y 3 aldeas.
| Nombre (chino y pinyin)                            | Población (2000) | Área (km²) |
| -------------------------------------------------- | ---------------- | ---------- |
| Mengshán (蒙山镇 ; méng shān zhèn)                 | 44,077           | 82.9       |
| Xihe (西河镇 ; xī hé zhèn)                         | 32,200           | 216        |
| Xinwei (新圩镇 ; xīn wéi zhèn)                     | 23,000           | 144        |
| Wenwei (文圩镇 ; wén wéi zhèn)                     | 34,000           | 143        |
| Huangcun (黄村镇 ; huáng cūn zhèn)                 | 22,000           | 239.8      |
| Chentang (陈塘镇 ; chén táng zhèn)                 | 21,828           | 152.29     |
| Aldea Hanhao (汉豪乡 ; hàn háo xiāng)              | 12,175           | 106.37     |
| Aldea Yaozu (长坪瑶族乡 ; cháng píng yáo zú xiāng) | 2,889            | 131.8      |
| Aldea Yaozu (夏宜瑶族乡 ; xià yí yáo zú xiāng )    | 6,011            | 117.4      |
| Mengshán                                           | 198,180          | 1333.56    |

## Historia
Varias batallas se libraron en Mengshan durante la Rebelión Taiping en 1851 y 1852. Los
soldados de qing capturaron la ciudad amurallada de Yongan (永安) (hoy poblado de Mengshan) el 25 de septiembre de 1851. Los restos de muralla , cañones y otros artefactos se conservan como forma de atracción turística.
A 13 kilómetros al este de la ciudad se libró la batalla de San Chong (三 冲 古 战场) el 8 de abril de 1852 durante la Rebelión TaiPing.

## Clima
Debido a su posición geográfica,los patrones climáticos en la siguiente tabla son los mismos de Wuzhou.
| Parámetros climáticos promedio de Mengshan (1971-2000) | Parámetros climáticos promedio de Mengshan (1971-2000) | Parámetros climáticos promedio de Mengshan (1971-2000) | Parámetros climáticos promedio de Mengshan (1971-2000) | Parámetros climáticos promedio de Mengshan (1971-2000) | Parámetros climáticos promedio de Mengshan (1971-2000) | Parámetros climáticos promedio de Mengshan (1971-2000) | Parámetros climáticos promedio de Mengshan (1971-2000) | Parámetros climáticos promedio de Mengshan (1971-2000) | Parámetros climáticos promedio de Mengshan (1971-2000) | Parámetros climáticos promedio de Mengshan (1971-2000) | Parámetros climáticos promedio de Mengshan (1971-2000) | Parámetros climáticos promedio de Mengshan (1971-2000) | Parámetros climáticos promedio de Mengshan (1971-2000) |
| Mes                                                    | Ene.                                                   | Feb.                                                   | Mar.                                                   | Abr.                                                   | May.                                                   | Jun.                                                   | Jul.                                                   | Ago.                                                   | Sep.                                                   | Oct.                                                   | Nov.                                                   | Dic.                                                   | Anual                                                  |
| ------------------------------------------------------ | ------------------------------------------------------ | ------------------------------------------------------ | ------------------------------------------------------ | ------------------------------------------------------ | ------------------------------------------------------ | ------------------------------------------------------ | ------------------------------------------------------ | ------------------------------------------------------ | ------------------------------------------------------ | ------------------------------------------------------ | ------------------------------------------------------ | ------------------------------------------------------ | ------------------------------------------------------ |
| Temp. máx. media (°C)                                  | 17.0                                                   | 17.5                                                   | 21.1                                                   | 25.8                                                   | 30.0                                                   | 32.3                                                   | 33.7                                                   | 33.5                                                   | 32.1                                                   | 28.8                                                   | 24.1                                                   | 19.8                                                   | 26.3                                                   |
| Temp. mín. media (°C)                                  | 8.4                                                    | 10.0                                                   | 13.5                                                   | 18.1                                                   | 21.5                                                   | 23.9                                                   | 24.5                                                   | 24.3                                                   | 22.8                                                   | 19.0                                                   | 13.9                                                   | 9.7                                                    | 17.5                                                   |
| Lluvias (mm)                                           | 55.5                                                   | 76.7                                                   | 82.6                                                   | 203.1                                                  | 279.5                                                  | 193.8                                                  | 169.2                                                  | 173.4                                                  | 91.1                                                   | 62.1                                                   | 33.7                                                   | 30.2                                                   | 1450.9                                                 |
| Días de lluvias (≥ 0.1 mm)                             | 10.3                                                   | 13.1                                                   | 15.0                                                   | 17.7                                                   | 19.7                                                   | 18.2                                                   | 15.7                                                   | 16.9                                                   | 10.8                                                   | 7.2                                                    | 6.1                                                    | 6.1                                                    | 156.8                                                  |
| Horas de sol                                           | 95.0                                                   | 62.2                                                   | 62.2                                                   | 79.5                                                   | 134.9                                                  | 167.4                                                  | 226.9                                                  | 209.2                                                  | 192.9                                                  | 187.9                                                  | 169.3                                                  | 150.8                                                  | 1738.2                                                 |
| Humedad relativa (%)                                   | 76                                                     | 80                                                     | 82                                                     | 84                                                     | 84                                                     | 83                                                     | 81                                                     | 82                                                     | 78                                                     | 73                                                     | 71                                                     | 70                                                     | 78.7                                                   |
| Fuente: 中国气象局 国家气象信息中心                    |                                                        |                                                        |                                                        |                                                        |                                                        |                                                        |                                                        |                                                        |                                                        |                                                        |                                                        |                                                        |                                                        |

## Economía
Aunque es similar a Guilin y Yangshuo con un paisaje Karst atractivo para actividades al aire libre, como escalada y ciclismo de montaña, Mengshan no tiene una industria turística importante ni infraestructura.
La agricultura es la principal industria. El arroz se cultiva principalmente para el consumo interno. Los cultivos y frutas como el té, frutas cítricas, manzanas, pera,caña de azúcar y el jengibre se cultivan para la venta. Gusanos de seda son también una fuente importante de ingresos para muchos pueblos. La vainilla se cultiva también, el clima es ideal para el cultivo del té y café principalmente pero a pequeña escala. Las remesas de los trabajadores rurales contribuyen de manera significativa a la economía local.

## Personas notables
- Liang Yu Sheng.